# 花穗水莎草
花穗水莎草（学名：Cyperus pannonicus），为莎草科莎草属下的一个植物种。